# Im Banne der roten Hexe
Im Banne der roten Hexe ist ein US-amerikanischer Abenteuerfilm aus dem Jahr 1948 von Edward Ludwig mit John Wayne und Gail Russell in den Hauptrollen. Der Film wurde von Republic Pictures produziert und basiert auf dem 1946 veröffentlichten Roman Wake of the Red Witch von Garland Roark.

## Handlung
Das Segelschiff Red Witch ist Mitte des 19. Jahrhunderts im Südpazifik unterwegs. Der skrupellose Kapitän Ralls beabsichtigt, das Schiff auf ein Riff zu steuern und die Goldbarren im Wert von 5 Millionen Dollar zu stehlen. Sein Partner Arrezo sperrt den Steuermann Loring in seine Kabine, während Ralls den Kurs ändert.
Kapitän Ralls, Arrezo und der Obermaat Sam Rosen werden zu einer Gerichtsanhörung geladen. Loring sagt aus, dass Mayrant Sidneye, Eigentümer der Handelsgesellschaft Batjak, der das Schiff gehörte, Ralls mit einem Schreiben von seinem Kapitänsposten abberufen hat. Ralls behauptet, nie ein solches Schreiben erhalten zu haben. Ralls wird gefragt, wie es sein könne, dass er so schnell gerettet werden konnte. Bevor Ralls antworten kann, erreicht eine Nachricht von Sidneye das Gericht, in der er alle Klagen zurücknimmt.
Mit Sam segelt Ralls zur Insel, an deren Küste die Red Witch unterging. Sie werden dabei von Sidneye verfolgt. Am Strand begegnet Sam Teleia van Schreeven, Sidneyes Nichte. Sie lädt Sam und Ralls zum Abendessen ein. Sie erfährt, dass ihr Onkel gegen Sam und Ralls vorgehen will und warnt beide. Beim Essen beschuldigt Sidneye Ralls, das Schiff absichtlich auf das Riff gesteuert zu haben. Sieben Jahre zuvor hatte Sidneye Ralls aus dem Meer gerettet. Zum Dank wollte Ralls ihn zu einem Wrack führen, das Perlen geladen hatte. Dafür sollte Ralls das Kommando über die Red Witch erhalten. Als Ralls ihm die Stelle des Wracks zeigte, ließ Sidneye ihn in Ketten legen.
Der Kolonialbeamte Jacques Desaix kommt mit seiner Tochter Angelique zu Besuch. Er erzählt von einem besonderen Fest der Insulaner, bei der nach einer Kiste mit Perlen in einem Oktopusnest getaucht wird. Als einer der Taucher dabei in einer Seemuschel hängenbleibt, wird er von Ralls gerettet. Später bringt Desaix seine Tochter dazu, Sidneyes Heiratsantrag anzunehmen. Als Ralls davon erfährt, betrinkt er sich und taucht selber nach der Perlenkiste. Dabei wird er von dem Oktopus angegriffen, den er mit einem Messer tötet. Später erzählt er Angelique von dem Vorfall, die ihm gesteht, dass sie ihn liebe.
Beim Fest erklärt Ua Nuke, der Häuptling der Insulaner, dass Ralls rechtmäßiger Eigentümer der Perlenkiste sei. Desaix versucht, Ralls festnehmen zu lassen. Währenddessen erzählt Teleia Sam, dass Ralls Angelique auf Bali kennengelernt hat, wo die Red Witch mit dem Gold beladen wurde. Sidneye sieht, wie Ralls und Angelique sich küssen und bittet Ralls, die Insel zu verlassen. Angelique erkrankt schwer und stirbt. Ralls kehrt auf sein Schiff zurück und setzt Segel. Kurz darauf explodiert das Schiff. Sidneye, der für die Explosion verantwortlich ist, ist überrascht, als Ralls unverletzt ins Haus kommt. Man einigt sich, dass Ralls das Gold aus dem Wrack der Red Witch birgt. Das Wrack kam auf einem Felsvorsprung zu liegen und bricht zusammen, als Ralls in dem Wrack eine Kiste mit Goldbarren rausholen will. Das Wrack begräbt ihn unter sich.

## Produktion

### Hintergrund
Gedreht wurde der Film von Mitte Juli bis Ende Oktober 1948 im Los Angeles County Arboretum & Botanic Garden, auf Santa Catalina Island sowie in den Republic-Studios in Hollywood.
Die Drehzeit des Films war die längste in der Geschichte des Studios. Zum ersten Mal wurden Unterwasseraufnahmen mit Kamerakränen angefertigt.

### Stab
James W. Sullivan oblag die künstlerische Leitung, assistiert von Tyrus Wong. John McCarthy Jr. und George Milo waren für das Szenenbild zuständig, Adele Palmer für die Kostüme. Verantwortlich für die Spezialeffekte waren die Brüder Theodore und Howard Lydecker. Die Stunts wurden von Jock Mahoney koordiniert. Daniel J. Bloomberg arbeitete als Chef-Ingenieur.

### Besetzung
In kleinen nicht im Abspann erwähnten Nebenrollen traten Henry Brandon, Fred Fox, Myron Healey, Maiola Kalili, John Wengraf und Harry Wilson auf.
Mit Duke Kahanamoku und Maiola Kalili traten zwei ehemalige Olympiaschwimmer auf. Kahanamoku wurde 1912 dreimaliger Olympiasieger und gewann zwei Silbermedaillen, Kalili gewann 1932 eine Silbermedaille. Beide stammten aus Honolulu.

## Synchronisation
| Rolle                     | Schauspieler  | Deutscher Synchronsprecher |
| ------------------------- | ------------- | -------------------------- |
| Kapitän Ralls             | John Wayne    | Ernst Wilhelm Borchert     |
| Sam Rosen                 | Gig Young     | Siegmar Schneider          |
| Harmenszoon van Schreeven | Eduard Franz  | Erich Poremski             |
| Cpt. Youngeur             | Grant Withers | Franz Nicklisch            |
| Jacques Desaix            | Henry Daniell | Paul Wagner                |
| Antonio Arrezo            | Paul Fix      | Clemens Hasse              |
| Cpt. Munsey               | Dennis Hoey   | Hans Wiegner               |
| Richter                   | Norman Rainey | Konrad Wagner              |

Anmerkung: Die kursiv geschriebenen Namen sind Rollen und Darsteller, die nicht im Abspann erwähnt wurden.
Die Einleitung wurde in der deutschen Fassung von Ernst Schröder gesprochen.

## Veröffentlichung
Die Premiere des Films fand am 30. Dezember 1948 in Houston statt. In der Bundesrepublik Deutschland kam er am 10. Oktober 1950 in die Kinos, in Österreich schon am 3. Juni 1949.

## Kritiken
Der Filmkritiken-Aggregator Rotten Tomatoes hat in einer Auswertung von mehr als 1.000 User-Kritiken ein Publikumsergebnis von 51 Prozent positiver Bewertungen ermittelt.
Das Lexikon des internationalen Films schrieb: „Handlungsreicher, aber etwas verworrener Abenteuerfilm.“
Bosley Crowther von der The New York Times bemängelte das weitschweifige Drehbuch, das ein klares Abschreckungsmittel für Interesse oder Spannung sei. Besonders kritisierte er zudem die Ausstattung und die Effekte.
Der Kritiker des TV Guide sah ein hartes Seefahrer-Abenteuer mit viel Action und wenig Glaubwürdigkeit. Die Studioaufnahmen seien offensichtlich, zudem werde die Geschichte durch zwei lange Rückblicke gebremst. Die Mischung aus Fantasie und Action sei befriedigend.